# Tonto Natural Bridge
 (décembre 2023).

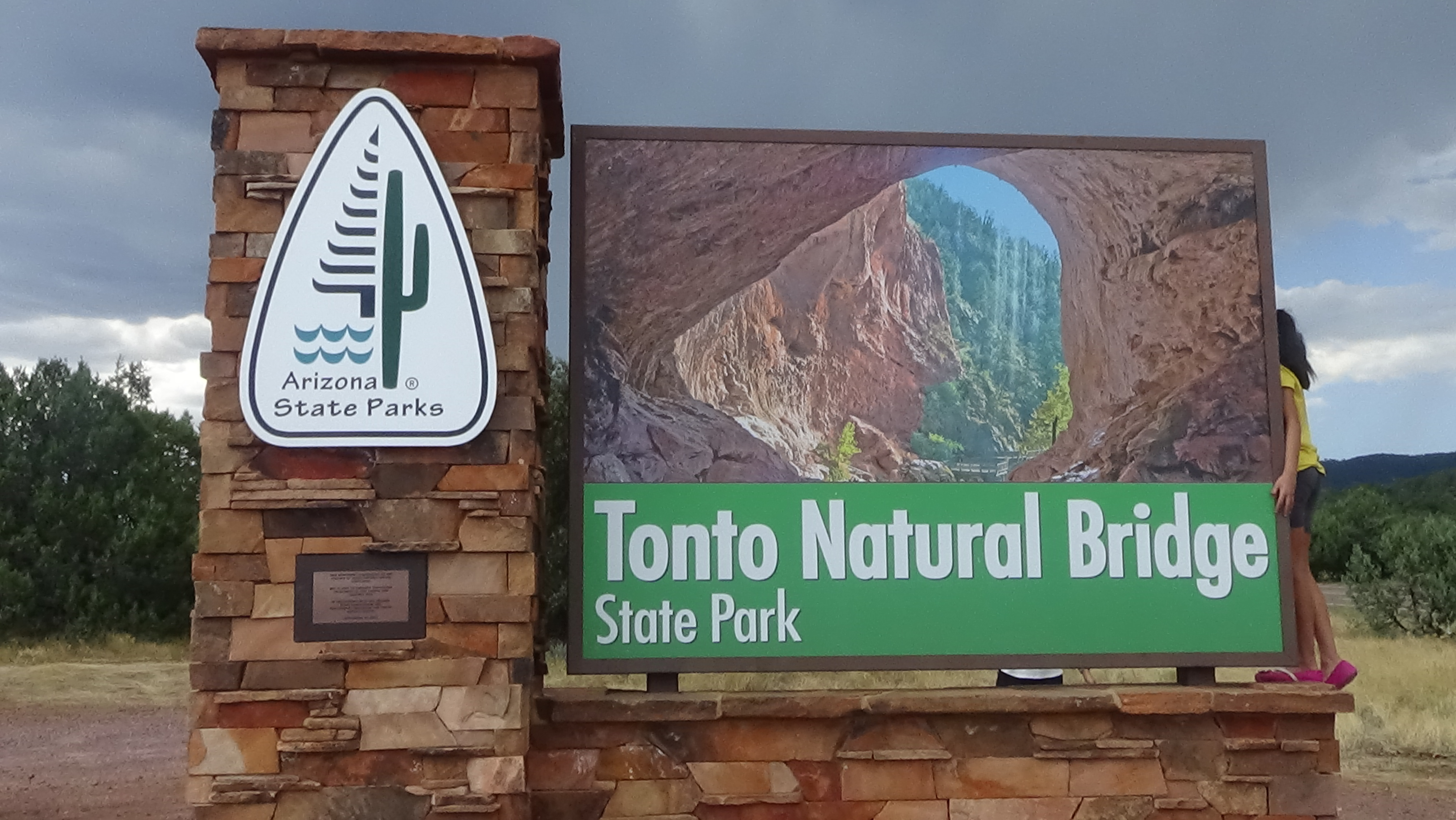
Le panneau d'entrée du parc national de Tonto Natural Bridge.

Le pont naturel de Tonto est une arche naturelle située en Arizona, aux États-Unis, considérée comme le plus grand pont en travertin naturel au monde. La zone entourant le pont a été transformée en un parc d'État appelé Tonto Natural Bridge State Park, situé à 16 km au nord de Payson. Le pont naturel de Tonto a une longueur de 120 mètres de long et atteint une hauteur de 56 mètres.

## Histoire
Ce pont naturel a été documenté pour la première fois par David Gowan, un Écossais, en 1877 alors qu'il se cachait des membres de la tribu Apache. Gowan a été impressionné par l'emplacement et a persuadé sa famille d'émigrer et d'y vivre. Gowan a également tenté de revendiquer les terres pour lui-même en vertu des droits des occupants. David Gowan est décédé en janvier 1926. Lorsque le shérif adjoint Jim Kline, lors de sa visite habituelle de deux semaines, n'a pas pu localiser Gowan dans sa petite cabane, il a regardé autour de lui et a obtenu l'aide d'un groupe qui a trouvé le corps de David à Deer Creek. Les restes ont été enterrés là où ils ont été trouvés, au bord du ruisseau.
Les membres de la famille Gowan ont vécu près du pont jusqu'en 1948. Leur bâtiment d'habitation survit jusqu'à ce jour et est inscrit au registre national des lieux historiques. En 1948, Glen L. Randall, originaire de Pine, en Arizona, a acheté le pont naturel de Tonto, le lodge comprenant 64 hectares entourant la merveille naturelle, avec son père Walter Randall et un frère en possédant également une partie. Après la mort de Randall en 1967, son épouse Eloise Kleinman Randall a vendu la propriété et elle a finalement été transformée en parc d'État.

## Climat
Selon la classification climatique de Köppen, le parc national de Tonto Natural Bridge a un climat méditerranéen d'été chaud.

## Fermeture et réouverture
Il a été annoncé début 2010 que le parc devait fermer le 3 juin 2010 en raison de coupes budgétaires et pour permettre des réparations au pavillon historique. Trois groupes ont finalement donné des fonds pour permettre au parc de rester ouvert jusqu'à fin septembre 2011. Le parc a été rouvert 5 jours par semaine en 2013.